# Pâine și circ (Star Trek: Seria originală)
Pâine și circ (Bread and Circuses) este un episod din sezonul al II-lea al Star Trek: Seria originală care a avut premiera la 15 martie 1968.

## Prezentare
Căpitanul Kirk și însoțitorii săi sunt forțați să lupte în concursuri cu gladiatori pe o planetă modelată după Imperiul Roman.